# (722) Frieda
(722) Frieda es un asteroide perteneciente al cinturón de asteroides descubierto el 18 de octubre de 1911 por Johann Palisa desde el observatorio de Viena, Austria.
Está posiblemente nombrado en honor de Frieda Hillebrand.

## Características orbitales
Frieda forma parte de la familia asteroidal de Flora.